# Constantino II de Imericia
Constantino II (en georgiano: კონსტანტინე II, Konstantine II; fallecido en 1401), de la dinastía Bagrationi, fue soberano del Reino de Georgia Occidental desde 1396 hasta su muerte en 1401.
Constantino nació en algún momento después de 1358. Era hijo de Bagrat I, entonces duque (y exrey) de Georgia Occidental, y su esposa, una noble de la familia Jaqeli de Samtsje. Era hermano menor de dos reyes sucesivos de Georgia Occidental, Alejandro I y Jorge I, que se habían separado del Reino de Georgia durante las invasiones de Tamerlán a ese país. Después de la muerte de Jorge I en batalla contra Vameq I Dadiani, duque de Mingrelia, en 1392, Constantino y su sobrino, Demetrio, hijo de Alejandro, huyeron a las montañas del Cáucaso, mientras que Georgia Occidental fue reintegrado por Jorge VII de Georgia.
En 1396, Constantino aprovechó la continua guerra de Jorge VII con Tamerlán —en la que murieron un gran número de georgianos— y la muerte de Vameq Dadiani y regresó a Georgia Occidental. Conquistó varias fortalezas en el país y se proclamó rey. Posteriormente, intentó ganarse a los duques de Mingrelia, Guria y de Svanetia, pero fue asesinado en 1401. Como Constantino no tenía hijos, la corona debía pasar a su joven y débil sobrino, Demetrio, pero Georgia Occidental fue reconquistada por Jorge VII.